# Sheva Alomar
Sheva Alomar je izmišljeni lik iz japanskog horor serijala videoigara Resident Evil. Sekundarni je protagonist u Resident Evil 5.

## Životopis
Sheva je odrasla u malom afričkom selu. Njezini roditelji su poginuli u Umbrellinoj tvornici kad je bila mala. Nakon što se priključila lokalnoj grupi koja se bori za pravdu, vrbovali su je Amerikanci kako bi se borila protiv Umbrelle. Ode u Ameriku i, nakon što završi fakultet, radi u zapadno-afričkoj grani protu-bioterorističke organizacije BSAA. Ubrzo je dodijeljena novom partneru - Chrisu Redfieldu.
Ubrzo počinje radnja pete igrice i Sheva, zajedno s Chrisom, sprječava megalomanski plan Alberta Weskera da uništi svijet.
Još se nije pojavila u nekom drugom nastavku.